# Through the Fire
Through the Fire is het enige album dat verscheen onder de muziekgroepnaam Renaissance Illusion. De uitleg van die naam is dat de leden aan de basis stonden van zowel Renaissance en Illusion. De muziek is geen verlengde van de muziekalbums van Illusion, maar meer een vervolg op Out of the Dark van Jim McCarty (soloalbum). Het maken van dat album beviel McCarty zo goed, dat hij probeerde zijn oude band weer bij elkaar te brengen. Het merendeel is opgenomen in de RMS Studio in Londen; mastering vond plaats in de Abbey Road Studio.   

## Musici
- Jane Relf – zang
- Dzal Martin – gitaar (Dzal speelde in Box of Frogs)
- Louis Cennamo – basgitaar
- John Hawken – toetsinstrumenten
- Jim McCarty – slagwerk

met: John Idan, Gary le Port en Jonathan Digby (gitaar); Jackie Rawe, Mandy Bell (zang);Ron Korb (dwarsfluit); Emily Burridge (cello)

## Composities
| Nr. | Titel                      | Duur |
| --- | -------------------------- | ---- |
| 1.  | On more turn of the wheel  | 6:49 |
| 2.  | Good heart                 | 4:51 |
| 3.  | Glorious one               | 4:10 |
| 4.  | Through the fire           | 5:05 |
| 5.  | Blowing away               | 3:40 |
| 6.  | Mystery of being           | 4:43 |
| 7.  | Beat of the earth          | 4:14 |
| 8.  | Beyond the day             | 4:12 |
| 9.  | My old friend              | 3:47 |
| 10. | Through the fire (reprise) | 1:23 |